# زره‌دم
زره‌دُم (نام علمی: Hoplocercus spinosus) نام یک گونه از خانواده زره‌دمان است.